# Fußball-Weltmeisterschaft 1962/Kolumbien
Dieser Artikel behandelt die kolumbianische Fußballnationalmannschaft bei der Fußball-Weltmeisterschaft 1962.

## Qualifikation
| Kolumbien | - | Peru      | 1:0 | Escobar 27'                  |
| Peru      | - | Kolumbien | 1:1 | Delgado 3' / H. González 68' |

## Kolumbianisches Aufgebot
| Nummer / Name | Nummer / Name     | Damaliger Verein       | Geburtstag | Länderspiele |
| Torhüter      | Torhüter          | Torhüter               | Torhüter   | Torhüter     |
| ------------- | ----------------- | ---------------------- | ---------- | ------------ |
| 1             | Efraín Sánchez    | Atlético Nacional      | 26.02.1926 |              |
| 2             | Achito Vivas      | Deportivo Pereira      | 01.03.1934 |              |
| Abwehr        |                   |                        |            |              |
| 3             | Francisco Zuluaga | Independiente Santa Fe | 04.02.1929 |              |
| 4             | Aníbal Alzate     | Deportes Tolima        | 31.01.1933 |              |
| 5             | Jaime González    | América de Cali        | 01.04.1938 |              |
| 6             | Ignacio Calle     | Atlético Nacional      | 21.08.1931 |              |
| 7             | Carlos Aponte     | Independiente Santa Fe | 24.01.1939 |              |
| 8             | Héctor Echeverri  | Independiente Medellín | 10.04.1938 |              |
| 11            | Óscar López       | Once Caldas            | 02.04.1939 |              |
| Mittelfeld    |                   |                        |            |              |
| 9             | Jaime Silva       | Independiente Santa Fe | 10.10.1935 |              |
| 10            | Rolando Serrano   | América de Cali        | 13.11.1938 |              |
| 12            | Hernando Tovar    | Independiente Santa Fe | 07.06.1938 |              |
| 15            | Marco Coll        | América de Cali        | 23.08.1935 |              |
| Angriff       |                   |                        |            |              |
| 13            | Hermán Aceros     | Deportivo Cali         | 30.09.1938 |              |
| 14            | Luis Paz          | América de Cali        | 25.06.1942 |              |
| 16            | Ignacio Pérez     | Once Caldas            | 19.12.1934 |              |
| 17            | Marino Klinger    | Millonarios            | 07.02.1936 |              |
| 18            | Eusebio Escobar   | Deportivo Pereira      | 02.07.1936 |              |
| 19            | Delio Gamboa      | Millonarios            | 28.01.1936 |              |
| 20            | Antonio Rada      | Deportivo Pereira      | 13.06.1937 |              |
| 21            | Héctor González   | Independiente Santa Fe | 07.07.1937 |              |
| 22            | Jairo Arias       | Atlético Nacional      | 02.11.1938 |              |
| Trainer       |                   |                        |            |              |
|               | Adolfo Pedernera  |                        | 15.11.1918 |              |

## Spiele der kolumbianischen Mannschaft

### Erste Runde
- Uruguay –  Kolumbien 2:1 (0:1)

Stadion: Estadio Carlos Dittborn (Arica)
Zuschauer: 7.908
Schiedsrichter: Dorogi (Ungarn)
Tore: 0:1 Zuluaga (19.) 11m, 1:1 Sasía (56.), 2:1 Cubilla (75.)
- Sowjetunion –  Kolumbien 4:4 (3:1)

Stadion: Estadio Carlos Dittborn (Arica)
Zuschauer: 8.040
Schiedsrichter: Etzel Filho (Brasilien)
Tore: 1:0 Iwanow (8.), 2:0 Tschislenko (10.), 3:0 Iwanow (11.), 3:1 Aceros (21.), 4:1 Ponedelnik (56.), 4:2 Coll (68.), 4:3 Rada (72.), 4:4 Klinger (86.)
- Jugoslawien –  Kolumbien 5:0 (2:0)

Stadion: Estadio Carlos Dittborn (Arica)
Zuschauer: 7.167
Schiedsrichter: Robles (Chile)
Tore: 1:0 Galić (20.), 2:0 Jerković (25.), 3:0 Galić (61.), 4:0 Melić (82.), 5:0 Jerković (87.)
In der Gruppe 1 war Ex-Weltmeister Uruguay zumindest als Mitfavorit eingeordnet worden, doch es kam anders. Zwar siegten die Urus im ersten Spiel noch gegen den Außenseiter Kolumbien 2:1, doch gegen Jugoslawien (1:3) und gegen die UdSSR (1:2) zogen die Südamerikaner den kürzeren. Die Jugoslawen scheiterten in ihrem ersten Spiel gegen die sowjetischen Sportler 0:2, doch gegen die Urus und gegen Kolumbien (5:0) fuhren die Filigrantechniker vom Balkan, bei denen mit Soskic, Jusufi, Skoblar und Sekularac später sehr bekannte Bundesligaspieler im Team standen, überzeugende Siege ein und qualifizierten sich als Gruppenzweiter fürs Viertelfinale. Gruppensieger wurde die UdSSR, die sich nur gegen den Tabellenletzten Kolumbien (4:4) einen kleinen Ausrutscher erlaubte.